# Kannusjärvi (sjö i Finland, Kymmenedalen)
Kannusjärvi är en sjö i Finland. Den ligger i kommunen Fredrikshamn i landskapet Kymmenedalen, i den södra delen av landet, 140 km öster om huvudstaden Helsingfors. Kannusjärvi ligger 19,3 meter över havet. I omgivningarna runt Kannusjärvi växer i huvudsak blandskog. Arean är 1,65 kvadratkilometer och strandlinjen är 9,68 kilometer lång. Sjön  ingår i Vehkajokis huvudavrinningsområde. 